# Eddie Dee
Eddie Dee; eigentlicher Name Eddie Alexánder Avila Órtiz (* 26. April 1977 in Río Piedras, Puerto Rico) ist ein puerto-ricanischer Sänger, Songwriter und Produzent des Genres Reggaeton.

## Werdegang
Im Frühjahr 2004 erschien sein Album Los 12 Discípulos (wörtlich: Die 12 Schüler; gemeint ist: Die 12 Jünger, in Anspielung auf Jesus und seine 12 Jünger), welches neben dem Album DJ Nelson presenta Luny Tunes y Noriega - Más Flow als eine der bahnbrechenden Compilations gilt, welche den puerto-ricanischen Reggaetón massenkompatibel und international erfolgreich machten.
Die Namen der „12 Jünger“, also der beteiligten Musiker auf dem Album, liest sich wie ein „Who is who“ des Genres Reggaeton: Daddy Yankee, Ivy Queen, Tego Calderón, Julio Voltio, Vico C, Glory, Zion y Lennox, Luny Tunes, Nicky Jam.
Im Herbst 2005 erschien eine Special Edition CD/DVD des Albums mit vier neuen Titeln und fünf Musikvideos.
Eddie Dee war Co-Autor von Daddy Yankees Single Gasolina, die 2005 veröffentlicht wurde.

## Diskografie
- 2004: Los 12 Discípulos
- 2007: El Diario de Eddie Avila